# Заболонник ильмовый
Заболонник ильмовый (лат. Scolytus laevis) — вид жуков-долгоносиков из подсемейства короедов.
Длина тела взрослых насекомых 3,5—4,5 мм. Брюшко в коротких редких щетинковидных волосках.
Для имаго данного вида характерны следующие эйдономические признаки: лоб голый, чуть выпуклый; третий стернит брюшка без бугорка или с мелким, почти незаметным острым бугорком; задний край четвёртого стернита брюшка явно утолщён и приподнят в виде плоского бугорка без выемки на вершине.